# Irving Penn

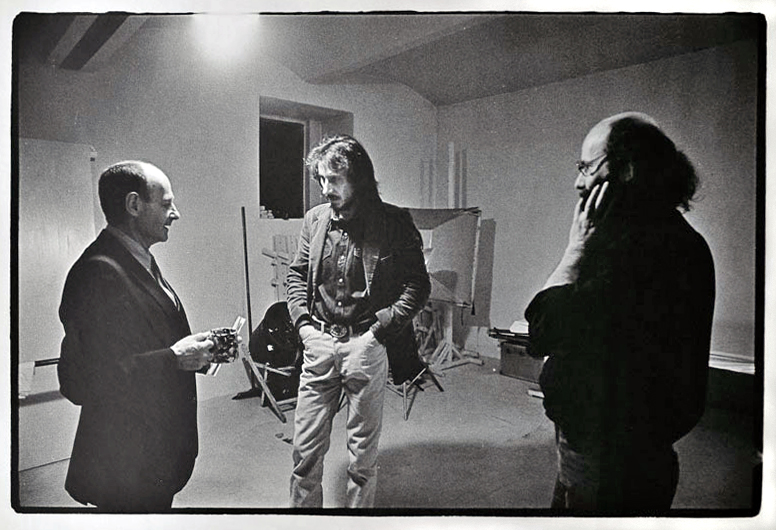
Irving Penn (links) mit den tschechischen Fotografen Jiří Poláček und Dušan Šimánek in Prag, 1986

Irving Penn (* 16. Juni 1917 in Plainfield, New Jersey; † 7. Oktober 2009 in New York City) war ein US-amerikanischer Fotograf. In der Nachkriegszeit wurde er als Mode- und Porträtfotograf berühmt. Zusammen mit Richard Avedon gilt Penn durch seinen puristischen Stil als Neuerer der Mode- und Porträtfotografie.

## Leben und Werk
Irving Penn wurde 1917 als ältester Sohn des litauisch-jüdischen Hobbymalers und Uhrmachers Harry William Penn (ursprünglich Chaim Michelsohn) und seiner Frau Sonia Freda Greenberg in Plainfield geboren. Penns Vater war 1908, seine Mutter 1910 in die USA emigriert, der Vater arbeitete als Juwelier. 1922 kam sein Bruder, der Regisseur Arthur Penn, auf die Welt. 1925 ließen sich Penns Eltern scheiden, er zog mit seiner Mutter und seinem Bruder nach New York, wo er an der Abraham Lincoln High School in Brooklyn zur Schule ging. Sein Lehrer war Leon Friend (1902–1969), der zahlreiche Jugendliche in Grafikdesign ausbildete, neben Penn auch Sheila de Bretteville, Seymour Chwast und Alex Steinwiess. 1932 zog Penn zu seinem Vater nach Philadelphia, wo er auf die Olney High School ging.
Von 1934 bis 1938 studierte Penn an der Philadelphia Museum School of Industrial Art (heute University of the Arts), unter anderem bei Alexey Brodovitch, durch den er kurzzeitig für Harper’s Bazaar arbeitete. Seine britische Kommilitonin Nonny Gardner (1914–1998) wurde von 1940 bis 1943 seine erste Frau. Ab 1938 arbeitete Penn als Grafikdesigner für das Junior League Magazine und Saks Fifth Avenue in New York. Zu dieser Zeit entstehen erste Fotografien und Zeichnungen, Penn wollte jedoch Maler werden. 1941 gingen Penn und Gardner nach Mexiko, um diesen Plan zu verwirklichen. Er vernichtete jedoch alle seine Malereien vor seiner Rückkehr, sie schienen ihm ungenügend. Ab 1943 arbeitete er als Assistent von Alexander Liberman im Art Department der Vogue, zunächst als Grafikdesigner, auf Vorschlag von Liberman jedoch auch bald schon als Fotograf. Im Oktober 1943 entstand Penns erstes Cover für die Zeitschrift. Insgesamt gestaltete Penn über 100 Titelseiten der Vogue, arbeitete aber u. a. auch für Look und Domus.
1944 unterbrach Penn seine Arbeit mit der Vogue kurzzeitig. Weil die Armee ihn ablehnte, ging er mit dem American Field Service nach Italien, Jugoslawien, Österreich und Indien. In Italien lernte er Giorgio de Chirico kennen, den er porträtierte. Nach seiner Rückkehr arbeitete er nur noch als Fotograf. Ende 1948 reiste er im Auftrag der Vogue nach Peru, fotografierte dort aber auch einheimische Quechua. Dieses soziokulturelle Interesse sollte sich auch noch in weiteren Fotoserien zeigen.
1950 heiratete Penn das Mannequin Lisa Fonssagrives, 1952 wurde der Sohn Tom geboren. Das Paar hatte sich 1947 bei einem Fototermin kennengelernt. Lisa Fonssagrives stand ihrem Mann vielfach Modell. Besonders markant ist seine Fotografie von ihr namens „Harlequin Dress“ (1950), auf dem Fonssagrives mit schwarzem Hut, schwarz-weiß-kariertem Kleid und Zigarette posiert.
Seit 1952 war Penn vorwiegend als kommerzieller Fotograf beschäftigt, unter anderem fotografierte er für Clinique. Darüber hinaus widmete er sich mehrere Jahre der Stillleben-Fotografie und reiste viel, unter anderem nach Dahomey, Neuguinea und Spanien. Anfang der 1970er Jahre zog er sich schließlich ganz aus der Modefotografie zurück. Zu seinen letzten großen Werkserien gehörte in den 1980er Jahren die Kooperation mit dem japanischen Modedesigner Issey Miyake.
Irving Penn starb 2009 in New York.

## Stil und Wirkung
Penn wurde stark vom Stil der Modefotografin Louise Dahl-Wolfe geprägt. Viele der berühmtesten Vogue-Fotografien entstammen seiner Kamera. Neben seinen Modefotos wurden vor allem seine Porträts weltberühmt. Viele kennen sein Porträt von Pablo Picasso mit Hut und Mantelkragen aus dem Jahr 1957, aus dem Picasso den Betrachter mit einem eindringlichen Auge ansieht, oder das Bild der Hand des Jazztrompeters Miles Davis. Berühmt wurden auch seine „Corner Portraits“ genannten Fotografien seit 1948, bei denen er Kulturschaffende wie Marlene Dietrich, Marcel Duchamp, Georgia O’Keeffe, Igor Strawinsky oder Spencer Tracy zwischen zwei im spitzen Winkel zueinander stehende Wände einzwängte.
1995 gab Irving Penn sein Archiv und zahlreiche seiner Abzüge an das Art Institute of Chicago. 2005 wurde die Irving Penn Foundation gegründet.

## Auszeichnungen (Auswahl)
- 1991: Prix Nadar für das Foto-Buch En passant
- 2003: American Academy of Arts and Letters, Ehrenmitglied[10]

## Ausstellungen (Auswahl)
- 1975: I Platini di Irving Penn: 25 Anni di Fotografia, Galleria Civica d'Arte Moderna, Turin
- 1975: Irving Penn: Platinum Plates, Photographer's Gallery, London
- 1981: Earthly Bodies: 76 Photographs of the Female Nude, Negatives and Silver Prints Made in 1949–1950, Marlborough Gallery, New York
- 1984: Irving Penn, a retrospective, The Museum of Modern Art, New York
- 1990: Irving Penn: Master Images, National Museum of American Art and the National Portrait Gallery, Smithsonian Institution, Washington, D.C.
- 1995: Irving Penn Photographs: A Donation in Memory of Lisa Fonssagrives-Penn, Moderna Museet, Stockholm
- 1996: Irving Penn: Fringes, PaceWildensteinMacGill, Los Angeles
- 1997: Irving Penn: A Career in Photography, The Art Institute of Chicago
- 2001: Irving Penn: Objects (Still Lifes) for the Printed Page, Museum Folkwang, Essen
- 2002: Dancer: 1999 Nudes by Irving Penn, Whitney Museum of American Art, New York
- 2002: Earthly Bodies: Irving Penn's Nudes, 1949–1950, Metropolitan Museum of Art, New York
- 2004: Dahomey (1967), Museum of Fine Arts, Houston
- 2005: Irving Penn: Platinum Prints, National Gallery of Art, Washington, D.C.
- 2008: Close Encounters, Morgan Library & Museum, New York
- 2010: National Portrait Gallery, London
- 2017/18: Centennial, Metropolitan Museum of Art, New York, Grand Palais, Paris und C/O Berlin